# Лієшть (Пріпонешть, Галац)
Лієшть, Лієшті (рум. Liești) — село у повіті Галац в Румунії. Входить до складу комуни Пріпонешть.
Село розташоване на відстані 212 км на північний схід від Бухареста, 88 км на північний захід від Галаца, 117 км на південь від Ясс, 149 км на схід від Брашова.

## Населення
За даними перепису населення 2002 року у селі проживали 290 осіб.
Національний склад населення села:
| Національність | Кількість осіб | Відсоток |
| -------------- | -------------- | -------- |
| румуни         | 284            | 97,9%    |
| цигани         | 6              | 2,1%     |

Рідною мовою назвали:
| Мова      | Кількість осіб | Відсоток |
| --------- | -------------- | -------- |
| румунська | 284            | 97,9%    |
| циганська | 6              | 2,1%     |